# Henri Basnage de Franquesnay
Pour les articles homonymes, voir Henri Basnage et Basnage.
Henri Basnage de Franquesnay, né le 16 octobre 1615 à Sainte-Mère-Église et mort le 20 octobre 1695 à Rouen, est un avocat et jurisconsulte français.

## Biographie
Second fils du célèbre ministre protestant Benjamin Basnage (1580-1652), pasteur de l’Église réformée de Sainte-Mère-Église et Carentan, il fut écuyer, avocat au Parlement de Normandie. Il fut l'un des avocats les plus brillants de sa génération. Son Commentaire sur la coutume de Normandie lui assura la réputation de l’un des plus habiles jurisconsultes français de son temps. Il mourut sans avoir abjuré la religion réformée.
Il est le père du théologien Jacques Basnage de Beauval et de l’historien Henri Basnage de Beauval. Sa fille, Madeleine, a épousé, en 1682, à Rouen, l’historien Paul Bauldri.

## Publications
- La Coutume réformée du païs et duché de Normandie, anciens ressorts et enclaves d'iceluy, expliquees par plusieurs Arrests et Reglements, et Commentee par Me Henry Basnage, 2 vol., Centurion Lucas, Jean Lucas, 1678-1681.
- Traité des hypothèques, Rouen, J. Lucas, 1687.